# Tiffauges
Tiffauges is een gemeente in het Franse departement Vendée (regio Pays de la Loire) en telt 1328 inwoners (1999). De plaats maakt deel uit van het arrondissement La Roche-sur-Yon.
Bezienswaardig is het Kasteel van Tiffauges.

## Geografie
De oppervlakte van Tiffauges bedraagt 9,9 km², de bevolkingsdichtheid is 134,1 inwoners per km².
De onderstaande kaart toont de ligging van Tiffauges met de belangrijkste infrastructuur en aangrenzende gemeenten.

## Demografie
Onderstaande figuur toont het verloop van het inwonertal (bron: INSEE-tellingen).